# Gran Premio de Alemania de Motociclismo de 1990
El Gran Premio de Alemania de Motociclismo de 1990 fue la quinta prueba de la temporada 1990 del Campeonato Mundial de Motociclismo. El Gran Premio se disputó el 27 de mayo de 1990 en el circuito de Nürburgring.

## Resultados 500cc
Solo 20 participantes del Gran Premio, con solo 11 motos "oficiales", también debido a la persistencia de los campeones del mundo en los últimos años, los estadounidenses Eddie Lawson y el australiano Wayne Gardner. La carrera fue ganada por el estadounidense Kevin Schwantz en el primer éxito de la temporada, por delante de su compatriota Wayne Rainey, que lidera la clasificación general provisional, y el británico Niall Mackenzie.
| Pos.     | Piloto               | Equipo                | Moto   | Tiempo     | Pts. |
| -------- | -------------------- | --------------------- | ------ | ---------- | ---- |
| 1        | Kevin Schwantz       | Lucky Strike Suzuki   | Suzuki | 50:18.517  | 20   |
| 2        | Wayne Rainey         | Marlboro Team Roberts | Yamaha | +11.868    | 17   |
| 3        | Niall Mackenzie      | Lucky Strike Suzuki   | Suzuki | +27.206    | 15   |
| 4        | Christian Sarron     | Sonauto Gauloises     | Yamaha | +35.129    | 13   |
| 5        | Sito Pons            | Campsa Banesto        | Honda  | +44.015    | 11   |
| 6        | Jean-Philippe Ruggia | Sonauto Gauloises     | Yamaha | +1:02.188  | 10   |
| 7        | Juan Garriga         | Ducados Yamaha        | Yamaha | +1:21.646  | 9    |
| 8        | Alex Barros          | Cagiva Corse          | Cagiva | +1 Vuelta  | 8    |
| 9        | Randy Mamola         | Cagiva Corse          | Cagiva | +1 Vuelta  | 7    |
| 10       | Cees Doorakkers      | HRK Motors            | Honda  | +1 Vuelta  | 6    |
| 11       | Marco Papa           | Team ROC Elf La Cinq  | Honda  | +1 Vuelta  | 5    |
| 12       | Andreas Leuthe       | Librenti Corse        | Honda  | +1 Vuelta  | 4    |
| 13       | Nicholas Schmassman  | Team Schmassman       | Honda  | +1 Vuelta  | 3    |
| 14       | Hansjoerg Butz       |                       | Honda  | +1 Vuelta  | 2    |
| 15       | Peter Linden         |                       | Honda  | +1 Vuelta  | 1    |
| 16       | Vittorio Scatola     | Team Elit             | Paton  | +6 Vueltas |      |
| Ret      | Mick Doohan          | Rothmans Honda Team   | Honda  | Ret        |      |
| Ret      | Pierfrancesco Chili  | Team ROC Elf La Cinq  | Honda  | Ret        |      |
| DNQ      | Alois Meyer          | Rallye Sport          | Honda  | DNQ        |      |
| DNS      | Ron Haslam           | Cagiva                | DNS    |            |      |
| Sources: |                      |                       |        |            |      |

## Resultados 250cc
Primer éxito en el Mundial para el piloto holandés Wilco Zeelenberg que precedió al español Carlos Cardús y al estadounidense John Kocinski, ganador de las tres pruebas anteriores y que continúa encabezando la clasificación general de campeonato.
| Pos. | Piloto               | Moto     | Tiempo    | Pts. |
| ---- | -------------------- | -------- | --------- | ---- |
| 1    | Wilco Zeelenberg     | Honda    | 46.53.199 | 20   |
| 2    | Carlos Cardús        | Honda    | 46.53.265 | 17   |
| 3    | John Kocinski        | Yamaha   | 46.53.305 | 15   |
| 4    | Helmut Bradl         | Honda    | 46.53.885 | 13   |
| 5    | Jochen Schmid        | Honda    | 47.11.115 | 11   |
| 6    | Masahiro Shimizu     | Honda    | 47.24.843 | 10   |
| 7    | Reinhold Roth        | Honda    | 47.30.421 | 9    |
| 8    | Loris Reggiani       | Aprilia  | 47.31.840 | 8    |
| 9    | Martin Wimmer        | Aprilia  | 47.36.550 | 7    |
| 10   | Luca Cadalora        | Yamaha   | 47.39.242 | 6    |
| 11   | Àlex Crivillé        | Yamaha   | 47.43.673 | 5    |
| 12   | Carlos Lavado        | Aprilia  | 47.57.235 | 4    |
| 13   | Harald Eckl          | Aprilia  | 48.15.615 | 3    |
| 14   | Alberto Rota         | Aprilia  | 48.15.859 | 2    |
| 15   | Urs Jücker           | Yamaha   | 48.27.899 | 1    |
| 16   | Peter Linden         | Yamaha   | 1 Vuelta  |      |
| 17   | Erich Neumair        | Yamaha   | 1 Vuelta  |      |
| 18   | Hans Becker          | Yamaha   | 1 Vuelta  |      |
| 19   | Kevin Mitchell       | Yamaha   | 1 Vuelta  |      |
| 20   | Rachel Nicotte       | Yamaha   | 1 Vuelta  |      |
| 21   | Darren Milner        | Aprilia  | 1 Vuelta  |      |
| 22   | José Barresi         | Yamaha   | 1 Vuelta  |      |
| Ret  | Marcellino Lucchi    | Aprilia  | Ret       |      |
| Ret  | Renzo Colleoni       | Ret      |           |      |
| Ret  | Didier de Radiguès   | Aprilia  | Ret       |      |
| Ret  | Jean Foray           | Yamaha   | Ret       |      |
| Ret  | Jorge Martínez Aspar | JJ Cobas | Ret       |      |
| Ret  | Bernd Kassner        | Yamaha   | Ret       |      |
| Ret  | Adrien Morillas      | Aprilia  | Ret       |      |
| Ret  | Andrea Borgonovo     | Aprilia  | Ret       |      |
| Ret  | Paolo Casoli         | Yamaha   | Ret       |      |
| Ret  | Bernard Haenggeli    | Aprilia  | Ret       |      |
| DNS  | Andreas Preining     | Aprilia  | DNS       |      |
| DNS  | Corrado Catalano     | Aprilia  | DNS       |      |
| DNS  | Alain Bronec         | Aprilia  | DNS       |      |

## Resultados 125cc
Primera victoria de su carrera para el piloto italiano Doriano Romboni pilotando una Honda y llegando por delante del alemán Dirk Raudies (líder provisional de la clasificación) y Loris Capirossi (segundo en la clasificación).
| Pos. | Piloto               | Moto      | Tiempo    | Pts. |
| ---- | -------------------- | --------- | --------- | ---- |
| 1    | Doriano Romboni      | Honda     | 43.11.803 | 20   |
| 2    | Dirk Raudies         | Honda     | 43.15.077 | 17   |
| 3    | Loris Capirossi      | Honda     | 43.21.877 | 15   |
| 4    | Hans Spaan           | Honda     | 43.23.150 | 13   |
| 5    | Stefan Prein         | Honda     | 43.23.224 | 11   |
| 6    | Heinz Lüthi          | Honda     | 43.24.617 | 10   |
| 7    | Alessandro Gramigni  | Aprilia   | 43.30.629 | 9    |
| 8    | Johnny Wickström     | JJ Cobas  | 43.34.909 | 8    |
| 9    | Adi Stadler          | JJ Cobas  | 43.35.436 | 7    |
| 10   | Manuel Hernández     | Honda     | 43.39.636 | 6    |
| 11   | Ralf Waldmann        | Rotax     | 43.47.242 | 5    |
| 12   | Alfred Waibel        | Honda     | 43.47.484 | 4    |
| 13   | Herri Torrontegui    | Honda     | 43.47.892 | 3    |
| 14   | Hisashi Unemoto      | Honda     | 43.48.076 | 2    |
| 15   | Gabriele Debbia      | Aprilia   | 43.55.218 | 1    |
| 16   | Hans Koopman         | Honda     | 44.05.723 |      |
| 17   | Robin Appleyard      | Honda     | 44.05.922 |      |
| 18   | Stuart Edwards       | Honda     | 44.07.693 |      |
| 19   | Bady Hassaine        | Honda     | 44.07.849 |      |
| 20   | Mike Leitner         | Honda     | 44.16.548 |      |
| 21   | Stefan Kurfiss       | Honda     | 44.48.637 |      |
| 22   | Peter Galvin         | Honda     | 44.49.678 |      |
| 23   | Jos van Dongen       | Honda     | 1 Vuelta  |      |
| Ret  | Hervé Duffard        | Honda     | Ret       |      |
| Ret  | Jorge Martínez Aspar | JJ Cobas  | Ret       |      |
| Ret  | Maurizio Vitali      | Gazzaniga | Ret       |      |
| Ret  | Stefan Dörflinger    | Aprilia   | Ret       |      |
| Ret  | Bruno Casanova       | Aprilia   | Ret       |      |
| Ret  | Thierry Feuz         | Honda     | Ret       |      |
| Ret  | Steve Patrickson     | Honda     | Ret       |      |
| Ret  | Hubert Abold         | Rotax     | Ret       |      |
| Ret  | Emilio Cuppini       | Honda     | Ret       |      |
| Ret  | Jaime Mariano        | Casal     | Ret       |      |
| Ret  | Manuel Herreros      | JJ Cobas  | Ret       |      |
| Ret  | Julián Miralles      | JJ Cobas  | Ret       |      |
| Ret  | Flemming Kistrup     | Honda     | Ret       |      |
| DNS  | Kohji Takada         | Honda     | DNS       |      |
| DNQ  | Robin Milton         | Honda     | DNQ       |      |
| DNQ  | Antonio Sánchez      | JJ Cobas  | DNQ       |      |
| DNQ  | Jean-Claude Selini   | Honda     | DNQ       |      |
| DNQ  | Bert Smit            | Honda     | DNQ       |      |
| DNQ  | José Saez            | Honda     | DNQ       |      |
| DNQ  | Stefan Brägger       | Aprilia   | DNQ       |      |
| DNQ  | Mike Stief           | Rotax     | DNQ       |      |
| DNQ  | Jörg Seel            | Honda     | DNQ       |      |
| DNQ  | Taru Rinne           | Honda     | DNQ       |      |
| DNQ  | Javier Arumi         | Honda     | DNQ       |      |
| DNQ  | Zdravko Matulja      | Honda     | DNQ       |      |
| DNQ  | Heinz Paschen        | Aprilia   | DNQ       |      |
| DNQ  | Thomas Engl          | Honda     | DNQ       |      |